# New Old Klezmer Band
La New Old Klezmer Band è un gruppo musicale, nato artisticamente nel 2005, a Firenze. È tra i gruppi musicali più quotati nell'interpretazione della musica klezmer, balcanica ed ebraica,.

## Storia
La New Old Klezmer Band nasce da un progetto di Amit Arieli con lo scopo di ricreare le atmosfere e i suoni tradizionali dell'Europa centrale e orientale. Nel 2005 esce il primo CD con il nome di New Old Klezmer. Il CD viene accolto con grande entusiasmo dalla critica e il gruppo viene invitato a presentarlo dal vivo in teatri e festival d'Europa e Stati Uniti. Negli anni successivi il gruppo consolida la sua fama di klezmer e Balkan Band in Italia, Francia, Germania, Austria, Stati Uniti e Israele. Nel 2010 un servizio televisivo di Rai Due fa conoscere la band ad un vasto pubblico.
La New Old Klezmer Band è anche autrice di musiche originali che sono state riadattate a colonne sonore di film e documentari.

### La formazione
Il gruppo nasce in origine come quartetto. In seguito altri musicisti si uniscono alla Band che nella formazione completa conta 18 elementi fra clarinetti, flauti, ottoni, fisarmonica, percussioni, chitarre, basso, archi e voci.

## Discografia
- 2005 - New Old Klezmer (Ethnoworld)
- 2007 - Hatikva (IMI)
- 2008 - The Balkan Wedding (Promus)
- 2012 - The Jewish Wedding (Promus)